# Keane
Keane é uma banda inglesa de rock alternativo da cidade de Battle, East Sussex. É formada por Tim Rice-Oxley (compositor, piano e backing vocals), Tom Chaplin (vocal e guitarra), Jesse Quin (baixo, guitarra e backing vocals) e Richard Hughes (bateria, percussão e backing vocals). Sua formação original inclui o guitarrista Dominic Scott, mas esse deixou a banda em 2001. 
Embora formada na parte final dos anos 90, a banda lançou o primeiro álbum, Hopes and Fears, apenas em 2004. Com esse lançamento, a banda alcançou pela primeira vez notoriedade mundial, com canções como "Everybody's Changing" e "Somewhere Only We Know". Hopes and Fears vendeu cerca de 6 milhões de cópias pelo mundo.

## História
A banda foi formada por volta de 1995, por Tim Rice-Oxley, Richard Rughes e Dominic Scott. Tom Chaplin entrou no grupo e assumiu os vocais em 1997. Em fevereiro de 2000 lançam o primeiro single, "Call Me What You Like", e em junho de 2001, "Wolf at the Door", ambos pelo selo Zoomorphic. Devido a resultados desanimadores e com outros projetos pessoais, Dominic resolve abandonar a banda. Sem guitarrista, o Keane passou por momentos difíceis e precisou de se reinventar quase que totalmente: o piano é adotado como instrumento principal e desde então os resultados positivos começaram a surgir. Em 2002 são convidados a gravar pelo selo Fierce Panda. O resultado desse encontro são os singles "Everybody's Changing" e "This Is The Last Time".
Os singles obtiveram destaque e a banda conseguiu um contrato com a gravadora Island Records em setembro de 2003. Em  10 de maio de 2004 finalmente lançam o álbum de estréia, Hopes and Fears, apenas um dia antes da banda começar a primeira turnê mundial. Ele estreou em primeiro lugar na UK Albums Chart(fato que se repetiria com albuns posteriores)  e se tornou o segundo álbum britânico mais vendido do ano. Foi disco de platina 9 vezes no Reino Unido, o que fez com que o sucesso da banda alcançasse o resto do mundo. 

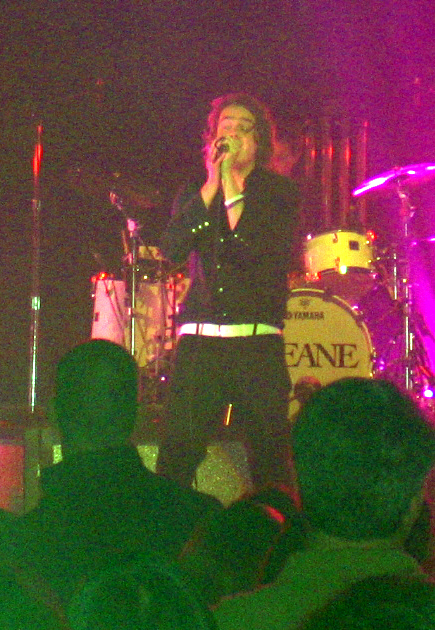
Tom Chaplin (vocal) em concerto com Keane no ano de 2004

A banda ganhou dois prêmios no Brit Awards em fevereiro de 2005; Melhor álbum britânico por Hopes and Fears; com votação dos ouvintes da BBC Radio 1, ganhando o prêmio na frente de bandas como Muse ou Franz Ferdinand, fazendo com que o ano de 2005 ficasse marcado como aquele de sua consagração, com as premiações Ivor Novello de Música do Ano para "Everybody's Changing", de melhor compositor para Tim Rice-Oxley,  além de dois Brit Awards (Melhor Revelação Britânica e Melhor Álbum Britânico).
O segundo álbum de estúdio, chamado Under The Iron Sea, foi lançado em 2006, alcançando também grande sucesso e correspondendo às expectativas depositadas sobre a banda. Seguindo e exemplo de seu antecessor, Under The Iron Sea estreou em primeiro lugar nas paradas britânicas, e vendeu cerca de 3 milhões de cópias pelo mundo. Apesar da boa fase musical, o Keane passou por momentos obscuros: ainda em 2006, Tom Chaplin se vê em problemas profundos com depressão e vício em cocaína. Em certa ocasião, o cantor chegou a abandonar a banda que estava no Japão, pegando um voo de volta ao Reino Unido sem ao menos avisar seus companheiros. Tal fato afetou a estabilidade da banda. Porém, Tom passou por processo de reabilitação e se recuperou de seus problemas com as drogas naquele momento. A banda seguiu suas atividades, com turnês e eventos especiais, como a gravação de um DVD para o projeto War Child (organização que apoia a causa de crianças vítimas de guerras). Essa parceria contou com a presença no DVD de artistas como Pet Shop Boys, The Magic Numbers e Lily Allen. Além disso, também foi lançado o single The Night Sky. 
A gravação desse DVD também contou com um fato marcante na história da banda: pela primeira vez, o baixista Jesse Quin tocou com o grupo. A partir desse mometo, Quin passaria a acompanhar a banda, e seria anunciado como membro oficial em 2010. 
O terceiro álbum de estúdio do Keane, denominado Perfect Symmetry, é lançado em 2008. Novamente, a banda chega ao topo das paradas britânicas com o lançamente do disco. Entretando, o álbum possui um estilo bem diferente de seus antecessores: a banda volta a adotar a guitarra como um dos intrumentos peincipais e são caracterizadas por um estilo mais "despojado", com referências oitentistas e sonoridade destoante da melancolia presente nos primeiros trabalhos do Keane. O álbum foi questionado, mas no fim também foi bem sucedido. A turnê dae divulgação de Perfect Symmetry ocorreu durante 2008 e 2009. 
No início de 2010, Jesse Quin e Tim Rice-Oxeley resolvem dar início a um projeto paralelo: a banda de alt. Country Mt. Desolation, formada por eles e membros de outras bandas consagradas. Assim, gravam um álbum com o mesmo nome da banda, Mt. Desolation. Dentre os artistas contribuintes no álbum, estavam membros de Noah and the Whale, The Long Winters, Mumford & Sons, The Killers e Pete Roe. O álbum foi lançado em 18 de outubro de 2010 e foi produzido pelo produtor americano, Emery Dobyns. 
Ainda em 2010, o Keane lança o EP Night Train, que deve o seu nome ao meio de transporte favorito da banda durante as turnês e que acabou por ser considerado um álbum de estúdio pela quantidade de músicas: oito faixas no total.
Na primeira semana de vendas, conseguiu atingir o primeiro lugar no top de vendas britânico (fato transmitido pela banda no site oficial, com grande satisfação e entusiasmo). A capa foi a vencedora de um concurso promovido pela banda. 
O EP segue a linha do álbum anterior. Night Train recebeu algumas críticas negativas. A canção "Stop for a Minute" conta com a colaboração do rapper K'naan e "Ishin Denshin (You've Got To Help Yourself)" tem a participação da cantora japonesa Tigarah. Night Train foi gravado enquanto o grupo realizava a turnê de divulgação do álbum Perfect Symmetry de 2008.
Strangeland foi lançado em 4 de Maio, se tornando Top 10 nas paradas de muitos países (incluindo o Brasil). O primeiro single, "Silenced by the Night" tornou-se um hit em vários países europeus.
O segundo single, "Disconnected", foi lançado em 20 de abril de 2012 na Alemanha, Suíça e Áustria.
Em 2013 fizeram várias shows pelo mundo. Para comemorar dez anos incríveis de sucesso, Keane lançou o álbum The Best of Keane no dia 11 de novembro de 2013. O álbum se tornou disco de ouro e The Best of Keane entrou nas paradas do Reino Unido na posição 10 e foi número 10 nas lojas do iTunes em 23 países.
Após isso, a banda decidiu entrar em um hiato sem data para retorno. Tom esteve em carreira solo por algum tempo e lançou The Wave, fazendo turnês com a nova banda e, também, um cd só com músicas natalinas -- segundo ele (que já é pai de uma garotinha de nome Freya) para compensar todos os Natais em família que ele 'estragou' ao longo dos últimos anos.
Em 2019, após 6 anos de pausa, foi anunciado oficialmente o retorno da banda e o lançamento de um novo álbum. Cause and Effect é o quinto disco de estúdio da banda e foi lançado em setembro do mesmo ano e contou com dois singles.
A banda foi obrigada a interromper a turnê de divulgação do CD Cause and Effect devido à pandemia de COVID-19. Em 2021 a banda lançou o EP Dirt,  contendo quatro canções: "Dirt", "Nothing to Something", "Burning the Days" e "November Day". A banda retornou aos palcos em agosto de 2021 no Hampton Court Palace Festival, em Londres.

## O nome da banda

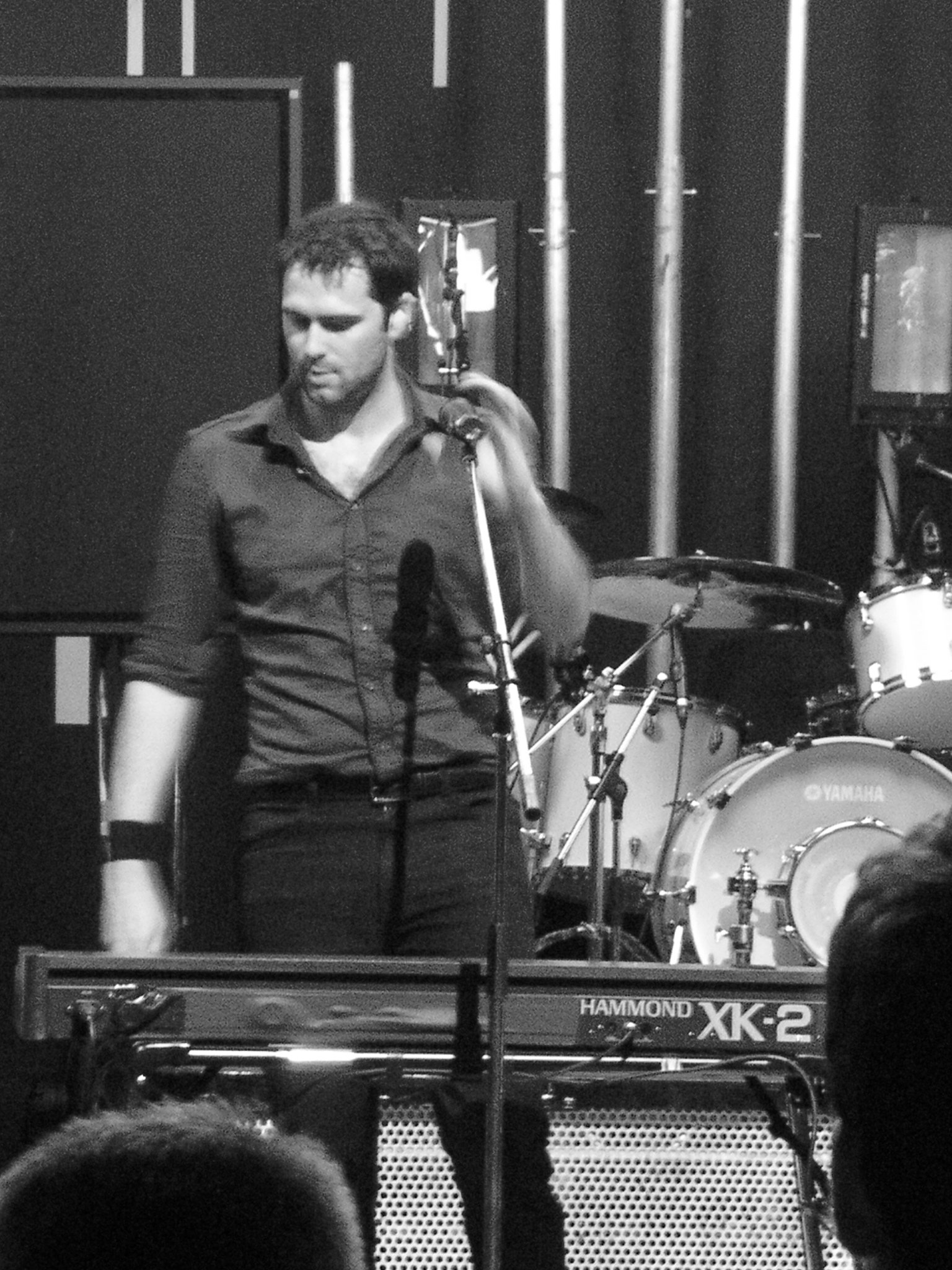
Tim Rice-Oxley

Tim Rice-Oxley contou em uma entrevista que o nome "Keane" veio quando eles estavam em um pub de Dublin, esperando para se apresentar, e precisavam de um nome. Eles então se lembram de uma senhora, amiga da mãe de Chaplin, chamada Cherry Keane, que cuidava dele e do Tom quando crianças. Cherry sempre os incentivou a seguir seus sonhos e a não desistir da carreira musical. Tim conta que ela era muito bondosa com eles, mesmo quando a música deles ainda era péssima. Quando ela morreu de câncer, ela deixou dinheiro para a família de Chaplin, que Tom usou algumas vezes durante os tempos em que era difícil sobreviver só de cantar. O grupo decidiu, assim, dar o nome dela à banda. Mais tarde, resolveram tirar o "Cherry" e ficar só com "Keane".

## Membros
Membros atuais
- Tim Rice-Oxley - piano, teclado, sintetizador, guitarra elétrica, baixo, backing vocals (1995–presente)
- Tom Chaplin - vocais, guitarra elétrica, guitarra acústica, órgão, piano (1997–presente)
- Richard Hughes - bateria, percussão, backing vocals (1995–presente)
- Jesse Quin - baixo, guitarra acústica, guitarra elétrica, sintetizador, percussão, backing vocals (2007–presente)

Ex-membros
- Dominic Scott - guitarra elétrica (1995–2001), vocais (1995–1997), backing vocals (1997–2001)

## Discografia
- Hopes and Fears (2004)
- Under the Iron Sea (2006)
- Perfect Symmetry (2008)
- Night Train (2010)
- Strangeland (2012)
- Cause and Effect (2019)

## Turnês
- Hopes and Fears Tour (2004–2005)
- Under the Iron Sea Tour (2006–2007)
- Perfect Symmetry World Tour (2008–2009)
- Night Train Tour (2010)
- Strangeland Tour (2012–2013)
- Cause and Effect Tour (2019-2020)